# Betty, la fea: la historia continúa
Betty, la fea: la historia continúa é uma série de televisão colombiana produzida pela RCN Televisión para Prime Video. A série é a segunda sequência da telenovela Yo soy Betty, la fea, depois de Ecomoda. É estrelada por Ana María Orozco e Jorge Enrique Abello. A série estreou em 19 de julho de 2024.

## Produção
Em abril de 2023, foi noticiado que a RCN Televisión estava desenvolvendo uma sequência de Yo soy Betty, la fea para a Amazon Prime Video. A série foi encomendada em 6 de julho de 2023, com Ana María Orozco e Jorge Enrique Abello reprisando seus papéis. As filmagens começaram em agosto de 2023. Em 28 de setembro de 2023, o elenco completo foi confirmado. As filmagens foram concluídas em dezembro de 2023.

## Elenco
- Ana María Orozco como Beatriz "Betty" Aurora Pinzón Solano
- Jorge Enrique Abello como Armando Mendoza Sáenz
- Natalia Ramírez como Marcela Valencial
- Lorna Cepeda como Patricia Fernández
- Julián Arango como Hugo Lombardi
- Mario Duarte como Nicolás Mora Cifuentes
- Jorge Herrera como Hermes Pinzón Galarza
- Julio César Herrera como Freddy Stewart Contreras
- Rodrigo Candamil
- Juanita Molina
- Zharick León
- Sebastián Osorio
- Jerónimo Cantillo

## Lançamento
A série estrou no Prime Video em 19 de julho de 2024.